# Biblioteca Nacional de Gal·les
La Biblioteca Nacional de Gal·les (en gal·lès: Llyfrgell Genedlaethol Cymru) és la biblioteca del dipòsit legal nacional de Gal·les i és un dels organismes del Govern gal·lès. És la biblioteca més gran de Gal·les, amb més de 6,5 milions de llibres i diaris, i la col·lecció més gran d'arxius, retrats, mapes i fotografies de Gal·les. La Biblioteca és també la seu de la col·lecció nacional de manuscrits gal·lesos (entre elles, la col·lecció Peniarth o Hengwrt–Peniarth), l'arxiu sonor Archif Genedlaethol Sgrin a Sain Cymru, i de la col·lecció més gran de pintures i impremtes topogràfiques de Gal·les. Com a principal biblioteca i arxiu primaris de recerca de Gal·les i una de les més grans del Regne Unit, la Biblioteca Nacional és membre de Research Libraries UK i del Consorci de Biblioteques de Recerca Europees (CERL).